# GROWシリーズ
GROWシリーズ（グロウシリーズ）は、EYEZMAZE（アイズメイズ）で公開されているFlashを用いたブラウザゲームのシリーズ。作者はON。ジャンルはパズルゲーム。タイトルであるGROWは「成長」の意味を指す。

## ゲーム内容
オブジェクトが描かれたパネルをクリックしていき、画面内の物やキャラクターを成長させていくのがゲームの目的。
パネルをクリック（初期のものではドラッグアンドドロップ）すると、パネルに描かれたオブジェクトが画面に配置されるので、すべてのパネルを同じように配置する。クリックごとに配置されていくオブジェクトは、すでに配置したオブジェクトと連動して何らかの反応を示し、成長（レベルアップ）していく。パネルの選択順序で成長の度合いが異なり、すべてのオブジェクトを最大レベルまで成長させるとゲームクリアとなる。なお、クリアした、しないに関わらず、最後の結果画面では各オブジェクトのレベルが表示されるため、どのオブジェクトが最大レベルなのかを判別することができる。
たとえパネルを選ぶ順序を間違えてクリア出来なかったとしても、失敗する事でしか見られない成長の様子もあり、失敗という通常ではストレス要因となるものすらゲーム要素として取り込み、ゲーム性を引き立たせている。

## GROWシリーズのゲーム一覧
- GROW ver.3 (2002年2月公開)
- GROW RPG (2005年7月公開)
- GROW CUBE (2005年9月公開)
- GROW オーナメント (2005年12月公開)
- GROW ver.2 (2006年6月公開)
- GROW nano ver.0 (2006年7月公開)
- GROW nano vol.1 (2006年8月公開)
- GROW ver.1 (2006年12月公開)
- GROW nano vol.2 (2007年2月公開)
- GROW アイランド (2007年9月公開)
- GROW nano vol.3 (2008年2月公開)
- GROW TOWER (2009年1月公開)
- GROW ver.3 リメイク (2009年6月公開)
- GROW バレー (2010年8月公開)
- GROW キャノン (2011年1月公開)
- GROW nano4 (2011年5月公開)
- GROW フォレスト (作成中止)
- GROW MAZE (2013年3月公開)
- GROW クレイ (2014年2月公開)
- GROW CUBE Ω (2014年9月公開)